# TAS2R12
Receptor ukusa tip 2 član 12 je protein koji je kod ljudi kodiran TAS2R12 genom.

## Literatura
- Go Y, Satta Y, Takenaka O, Takahata N (2006). „Lineage-specific loss of function of bitter taste receptor genes in humans and nonhuman primates.”. Genetics. 170 (1): 313—26. PMC 1449719 . PMID 15744053. doi:10.1534/genetics.104.037523.